# Храмше
Храмше (словен. Hramše) — поселення в общині Жалець, Савинський регіон, Словенія. 
Висота над рівнем моря: 572,5 м.